# Propadien
Propadien je uhlovodík se dvěma dvojnými vazbami v molekule. Jedná se o nejjednodušší dien.

## Výroba a rovnováha s propynem
Propadien se vyskytuje v rovnováze s propynem, směs těchto plynů se nazývá MAPD:
H3CC≡CH ⇌ H2C=C=CH2
Keq = 0,22 (270 °C), Keq = 0,1 (5 °C)
MAPD vzniká jako vedlejší produkt, často nežádoucí, v procesu krakování propanu při výrobě propenu (propylenu), důležité suroviny pro chemický průmysl. MAPD interferuje s katalytickou polymerizací propenu.

## Reakce
Propadien je stejně jako ostatní dieny s kumulovanými dvojnými vazbami (souhrnně též alleny) nestabilní a přesmykuje se na alkyn, v tomto případě propyn:
H2C=C=CH2 → HC≡C-CH3.

### Hoření
Propadien je extrémně hořlavý, hoří podle této rovnice:
H2C=C=CH2 + 4 O2 → 3 CO2 + 2 H2O.